# Hugo Viart
Pour les articles homonymes, voir Viart.
Hugo Viart, né le 25 décembre 1979 à La Roche-sur-Yon, est un nageur français.

## Carrière
Hugo Viart est médaillé de bronze du relais 4x100 mètres nage libre aux Championnats d'Europe de natation 2000 à Helsinki. Il participe aussi aux Jeux olympiques d'été de 2000 à Sydney, terminant septième du relais 4x100 mètres nage libre.
Il est sacré champion de France du 200 mètres nage libre en 2003 à Saint-Étienne.